# Кусковский ручей
Кусковский ручей — водоток в восточной части Москвы. Исток ручья находится в болотах у холма (засыпанной в 1970—1980-е гг. привозной землей мусорной свалки) рядом со стадионом «Фрезер», в северо-западной части Кусковского лесопарка. Ручей впадает в реку Пономарку, является её правым притоком.

## Описание
Ширина ручья составляет от 30 до 50 см. По некоторым свидетельствам, ручей перестал существовать, но недавняя экспедиция в Кусково доказала, что это не так. Большая часть вод в ручей поступает паводками, стекающими с различных частей лесопарка, но всё-таки ручей продолжает существовать благодаря одному небольшому ключу. Медленно текущая вода подпитывает болотистый участок рядом с большим царским прудом, впадая в него. Дальше через дренажные сливы вместе с прудовыми водами пересекает улицу Юности, вытекая к Итальянскому пруду и через маленький сток к Графскому, в конце которого построен перепадный сток в небольшой коллектор. Проходя под Вешняковской улицей, ручей впадает в Пономарку.
Воды Кусковского ручья довольно чистые, потому что по ходу русла нет источников загрязнения, исток находится в особо охраняемой природной зоне и пополняется водой в весеннее половодье.
Гидроним Кусковский ручей произошёл от местности, по которой он протекает, однако, по некоторым источникам, ручей назывался «Белый», что свидетельствует о его чистоте.